# 卡西歐 fx-570ES PLUS
卡西歐 fx-570ES PLUS是一款由卡西歐推出的科學函數計算器，為卡西歐 fx-570ES的改進型號。
本型號與卡西歐 fx-991ES PLUS功能完全相同，僅在供電方式、尺寸和重量上有所差異。fx-991ES PLUS使用內置的大陽能電池以及一粒LR44電池，尺寸較小且重量較輕。本型號使用一粒AAA電池，尺寸較大且重量較重。

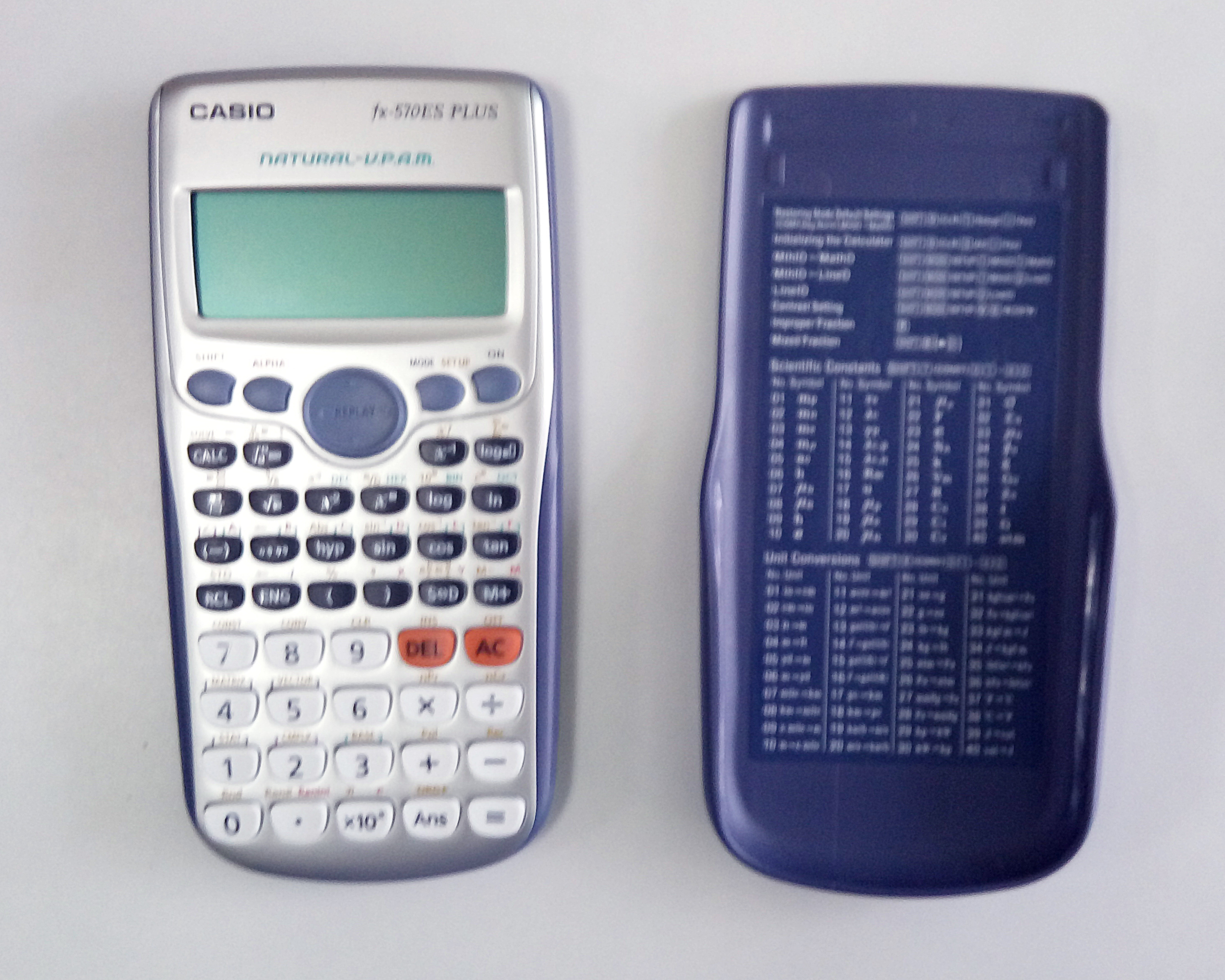
fx-570es plus (機殼已拆出)

## 歷史
fx-570ES PLUS 的前身，fx-570ES，於2000年代中上市。該計算器並不太普及，而其姊妹型號,fx-991ES 銷量更好。
fx-570ES PLUS 於2000年代末上市，功能有所改進，而 fx-570ES 亦逐漸退出了市場。但至今，fx-570ES PLUS 的流行程度仍不及fx-991ES PLUS。

## 計算模式
- 有八个计算模式，分别是基本计算（COMP）、复数计算（CMPLX）、统计计算（STAT）、基数运算（BASE-N）、方程式运算（EQN）、矩阵计算（MATRIX）、通过函数生成数学表格（TABLE）、向量计算（VECTOR）

## 功能
卡西歐 fx-570ES PLUS使用自然書寫顯示，亦可選用線性模式，具有以下功能：
- 基本四則運算
- 存儲器運算
- 變量運算（8個變量、1個獨立存儲器、一個答案存儲器）
- 二次、三次、多次乘方、開方以及求倒數
- 以10或e為底的指數、對數函數
- 圓周率和e常數輸入
- 三角函數、反三角函數
- 雙曲函數、反雙曲函數
- 階乘函數
- 分數計算
- 百分比計算
- 度分秒計算
- 科學記數法轉換
- 計算歷史記錄
- 算式重放
- 排列組合運算
- 偽隨機數
- 四捨五入
- 直角坐標、極坐標轉換
- 單變量、雙變量統計計算，包括求和、平均數、標準差計算、雙變量的線性回歸、對數回歸、e指數回歸、乘方回歸、逆回歸、二次回歸
- 無理數顯示
- 微分、積分計算
- 一元二次、二元一次、一元三次、三元一次方程式求解
- 牛頓法解方程
- 複數計算
- 以二、八、十、十六進制進行計算
- 矩陣計算
- 矢量計算
- 40个科学常数
- 40种进制转换